# Белопольский, Лев Осипович
Лев О́сипович Белопо́льский (1907—1990) — советский ученый, орнитолог. Основатель биостанции Зоологического института в Рыбачьем.

## Биография
Окончил МГУ (1930). Доктор биологических наук (1954), профессор (1969). Научный сотрудник Тихоокеанского НИИ рыбного хозяйства и океанографии (1930—1932); научный сотрудник Всесоюзного института Арктики (1932—1934); участник знаменитых экспедиций на ледоколе «Сибиряков» (1932), судне «Челюскин» (1933—1934); экспедиции ЛГУ на Мурманское побережье и остров Харлов (1935); старший научный сотрудник Лапландского государственного заповедника (1936—1938); директор заповедника «7 островов» (1938—1942, 1946—1948); Судзухинского заповедника (1943—1946); зав. научной частью заповедника «7 островов» (1948—1951); старший научный сотрудник Мурманской биологической станции АН СССР (1951—1952). В марте 1952 репрессирован (выслан на 5 лет в Новосибирскую обл.), в 1953 реабилитирован. Старший научный сотрудник Института биологии Карело-Финского филиала АН СССР (1954—1956), организатор и директор Биологической (орнитологической) станции Зоологического института АН СССР в пос. Рыбачий Калининградской обл. (1956—1967); организатор и заведующий (1967—1977), профессор (1978—1984) кафедры зоологии КГУ.

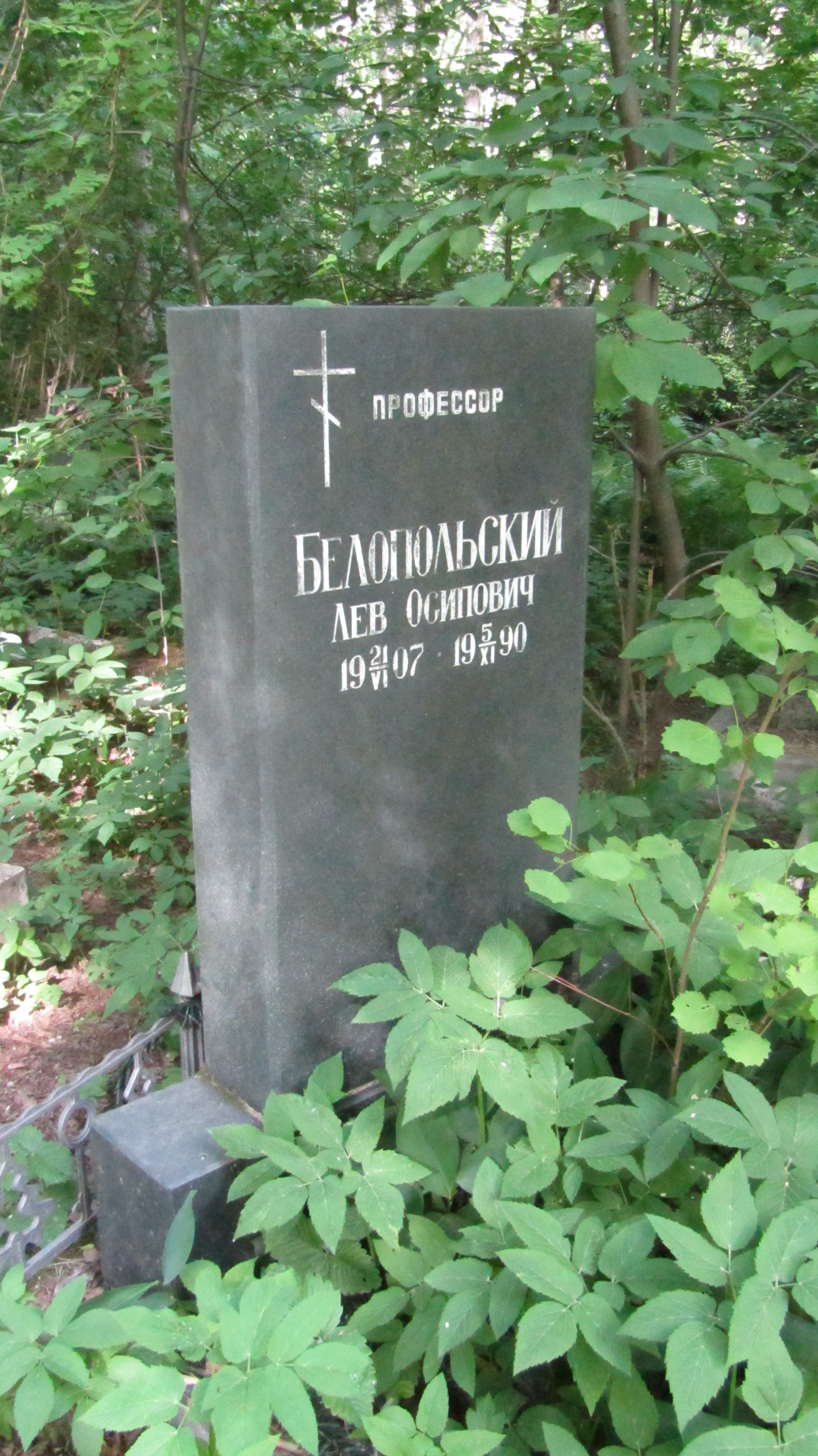
Могила Белопольского Л. О. Северное кладбище, Санкт-Петербург.

## Вклад в науку
Белопольский организовал первые исследования морских птиц Арктики, внёс существенный вклад в исследования полярных экосистем, и прежде всего Баренцева моря. В качестве сотрудника института Арктики и Антарктики (Ленинград) на ледоколе «Сибиряков» и судне «Челюскин» он сумел обследовать весь северный морской путь от Европы до Японии.
Белопольский восстановил бывшую немецкую орнитологическую станцию «Росситтен» на Куршской косе и сделал её пунктом исследований на пути миграций птиц вдоль побережья Балтики.
Автор свыше ста научных трудов, в том числе классической монографии «Экология морских колониальных птиц Баренцева моря» (1954), переведенной на иностранные языки. Этот фундаментальный труд обобщил результаты его многолетних эколого-орнитологических исследований.

## Признание
- орден Трудового Красного Знамени (1932) — за участие в рейсе «Сибирякова»
- орден Красной Звезды (20.04.1934) — за участие в рейсе «Челюскина»
- Европейская международная премия за достижения в области охраны природы в Европе (Europa-Preis für Landespflege, 25.06.1986)
- Лауреат Европейской международной премии имени Иоганна Вольфганга Гёте за выдающиеся достижения в области охраны природы в Европе.

## Научные труды
1. Белопольский Л. О. 1930. Зимовка гаги в Кольском заливе // Советский Север 77-79.
2. Белопольский Л. О. 1930. Краткий предварительный отчёт о поездке на остров бывш. Наследника и проект его использования // Пушное дело 1 (47): 62-63.
3. Белопольский Л. О. 1932. Зоологические исследования в экспедиции на л/п «Сибиряков» в 1932 г. //Вестн. Дальн.-Вост. фил. АН СССР 5/6.
4. Белопольский Л. О. 1932. Парнокопытные Анадырско-Чукотского края (Artiodactyla, Mammalia) //Тр. Зоол. ин-та АН СССР 1, 3/4: 181—186.
5. Belopolskij L.O. 1932. Parus atricapillus anadyrensis subsp. nova // Ornithol. Monatsber. 40, 4: 122.
6. Белопольский Л. О. 1933. К вопросу о количественном распределении Fulmarus glacialis и Rissa rissa (seu tridactyla) по Кольскому и 38-му меридиану в Баренцевом море // Тр. Аркт. ин-та 8:101-105.
7. Белопольский Л. О. 1933. Zur Avifauna des Anadyr-Gebietes // J. Ornithol. 81, 3:416-432.
8. Белопольский Л. О. 1934. К орнитофауне Анадырского края // Тр. Аркт. ин-та 11: 23-44 [2-е изд.: Белопольский Л. О. 2005. К орнитофауне Анадырского края // Рус. орнитол. журн. 14 (280): 147—163].
9. Белопольский Л. О. 1936. Птичьи «базары» Мурманского побережья // Боец-Охотник 6, 7: 33-37.
10. Белопольский Л. О. 1937. Охотничье-промысловые богатства Чукотского и Анадырского районов // Боец-Охотник 7, 7: 35-40.
11. Белопольский Л. О. 1938. Фауна млекопитающих Чукотско-Анадырского края. Дис. … канд. биол. наук. Библиотека НИИ Зоол. МГУ (рукопись).
12. Белопольский Л. О. 1939. Альбом-определитель птиц Баренцева моря. Табл. и рис. худож. Н. Н. Кондакова. Л.:1-32.
13. Белопольский Л. О. 1939. Возрастные изменения белоплечего орлана Thalassoaetus pelagicus (Pall.) // Сб. тр. Зоол. музея Моск. ун-та 5:127-134.
14. Белопольский Л. О. 1939. Инструкция по сбору наблюдений над птицами. (Для капитанов судов «Мурманрыбы»). Л.: 1-16.
15. Белопольский Л. О. 1939. О миграциях и экологии размножения тихоокеанского моржа (Odobaenus rosmarus divergensilliger) // Зоол. журн. 18, 5: 762—778.
16. Белопольский Л. О. 1941. К экологии зимующего морского песочника — Calidris maritima (Brünn.) // Тр. заповедника «Семь островов» 1: 89-94.
17. Белопольский Л. О. 1941. Щенные залежки тевяка — Halichoerus grypus Fabr. — в заповеднике «Семь островов» // Тр. заповедника «Семь островов» 1: 85-88.
18. Белопольский Л. О. 1942. Инструкция по сбору яиц морских птиц. Мурманск: 1-32.
19. Белопольский Л. О., Рогова Е. 1947. К орнитофауне северо-восточной части полуострова Камчатки // Бюл. МОИП. Нов. сер. Отд. биол. 52, 2: 39-50.
20. Белопольский Л. О., Дементьев Г. П. 1947. Новое семейство птиц для фауны СССР // Бюл. МОИП. Нов. сер. Отд. биол. 52, 1: 49-50.
21. Белопольский Л. О. 1948. О зимовках и пролёте птиц Судзухинского заповедника // Охрана природы 5: 32-39.
22. Белопольский Л. О. 1950. Птицы Судзухинского заповедника (воробьиные и ракшеобразные) // Памяти академика. П. П. Сушкина. М.; Л.: 360—406.
23. Белопольский Л. О. 1951. Заповедник «Семь островов» // Заповедники СССР. М., 1: 29-50.
24. Белопольский Л. О. 1951. Количественный учёт колониально-промысловых птиц Севера // Тр. Ин-та геогр. АН СССР.
25. Белопольский Л. О. 1952. Учёт морских колониальных птиц Севера // Методы учёта численности и географического распространения наземных позвоночных. М.: 304—315.
26. Белопольский Л. О. 1954. Некоторые закономерности в биологии размножения северных птиц // 3-я экол. конф. Киев, 4: 41-45.
27. Белопольский Л. О. 1954. Роль межвидовых взаимоотношений в развитии колониальности у птиц // 3-я экол. конф. Киев, 4: 38-41.
28. Белопольский Л. О. 1955. Птицы Судзухинского заповедника (гагарообразные — голубеобразные) Ч. 2 // Тр. Зоол. ин-та АН СССР 17: 224—265.
29. Белопольский Л. О. 1955. Роль межвидовых отношений в развитии колониальности у птиц // Зоол. журн. 34, 3: 589—600.
30. Белопольский Л. О. 1956. Некоторые данные о пролёте птиц осенью 1954 года на побережье Белого моря и перспективы организации наблюдений за миграциями птиц в Карело-Финской ССР // Ежегодн. Общ-ва естествоиспыт. при АН Эст. ССР 49: 65-74.
31. Белопольский Л. О. 1956. Сроки начала яйцекладки у морских птиц и определяющие их факторы // Зоол. журн. 35, 10: 1522—1534.
32. Белопольский Л. О. 1957. Кормовые биотопы и состав пищи морских колониальных птиц Баренцева моря // Тр. Аркт. НИИ Главсевморпути 205: 19-30.
33. Белопольский Л. О. 1957. Некоторые адаптивные особенности размножения морских колониальных птиц в Арктике // Зоол. журн. 36, 3: 432—443.
34. Белопольский Л. О. 1957. Экология морских колониальных птиц Баренцева моря. М.; Л.: 1-460.
35. Белопольский Л. О., Бекжанова Д. С., Меженный А. А., Эрик В. В. 1959. Об изучении миграций птиц с помощью отлова большими ловушками // Тез докл. 2-й Всесоюз. орнитол. конф. М., 2: 105—107.
36. Белопольский Л. О., Эрик В. В. 1960. Изменение динамики и аспектов фауны воробьиных в период их пролёта на Куршской косе (по данным отлова в 1957—1959 гг.) // Тез. докл. 4-й Прибалт. орнитол. конф. Рига: 7-8.
37. Белопольский Л. О. 1960. Работа Биологической станции Зоологического института АН СССР в 1956—1959 гг. // Тез. докл. 4-й Прибалт. орнитол. конф. Рига: 5-6.
38. Pawlowskij E.N., Belopolskij L.O. 1960. Aus der Arbeit der Biologischen Station in Rybatschij //Falke 7, 3: 78-82.
39. Белопольский Л. О., Эрик В. В. 1961. О массовом отлове и кольцевании птиц на Куршской косе // Орнитол. сборник 2: 189—201. том 16. Экспресс-выпуск № 382 1385
40. Белопольский Л. О. 1961. Работа Биологической станции Зоологического института АН СССР в 1956—1959 гг. // Экология и миграции птиц Прибалтики. Рига: 47-51.
41. Белопольский Л. О., Эрик В. В. 1961. Характеристика пролёта воробьиных на Куршской косе по данным отлова 1957—1959 годов // Сообщ. Прибалт. комиссии по изучению миграций птиц 1: 28-42.
42. Belopol’skii L.O. 1961. Ecology of sea colony birds of the Barents Sea. Israel Program for Scientific Translations pursuant to an agreement with the National Science Foundation, Washington, D.C. and the Smithsonian Institution, USA. Jerusalem: 1-346.
43. Belopolskij L.O. 1961. Aus der Arbeit des Biologischen Station in Rybatschij //Falke 8, 11: 372—376.
44. Belopolskij L.O. 1961. Bitte an alle Ornithologen? Vogelberinger und Vogelfanger! // Falke 8, 3: 105.
45. Belopolskij L.O., Erik V.V. 1961. Lindude massillsest püüdumisest ja röngastamisest Kura saarel //Ornitol. kogumik 2:189-201.
46. Белопольский Л. О. 1962. Опыт изучения миграций и кочевок воробьиных птиц на Куршской косе с помощь их отлова большими ловушками // Материалы 3-й Всесоюз. орнитол. конф. Львов, 1: 29-31.
47. Белопольский Л. О., Блюменталь Т. И., Добрынина И. Н., Дольник В. Р., Люлеева Д. С., Паевский В. А. 1963. Анализ факторов, определяющих динамику пролёта на Куршской косе // Тез. докл. 5-й Прибалт. орнитол. конф. Тарту: 5-8.
48. Белопольский Л. О. (1962) 1963. Новые данные по экологии размножения обыкновенного зяблика и юрка в Карелии // Ежегодн. Общ-ва естествоиспыт. при АН ЭССР 55: 227—269.
49. Белопольский Л. О. 1963. О пролёте чижей на Куршской косе // Орнитология 6:463.
50. Белопольский Л. О. 1963. Характер и возможные причины спорадических миграций воробьиных птиц вдоль Куршской косы // Тез. докл. 5-й Прибалт. орнитол. конф. Тарту: 3-5.
51. Белопольский Л. О. 1965. Миграция пеночек на Куршской косе по данным отлова 1959—1962 гг. // Сообщ. Прибалт. комиссии по изучению миграций птиц 3:101-108.
52. Белопольский Л. О. 1965. Новые данные о динамике миграций обыкновенной кукушки на Куршской косе // Сообщ. Прибалт. комиссии по изучению миграций птиц 3: 109—114.
53. Белопольский Л. О. 1965. Пролёт мухоловок на Куршской косе по данным отлова 1959—1962 гг. // Сообщ. Прибалт. комиссии по изучению миграций птиц 3: 91-100.
54. Белопольский Л. О., Бианки В. В., Коханов В. Д. 1967. Материалы по экологии куликов (Limicolae) Белого моря // Тр. Кандалакшского заповедника 8: 3-84.
55. Белопольский Л. О. 1967. Некоторые данные по эмбриональной и постэмбриональной смертности морских колониальных птиц Баренцева моря // Тр. Кандалакшского заповедника 5: 353—366.
56. Белопольский Л. О. 1967. Спорадические миграции некоторых видов птиц на Куршской косе и попытка объяснения их причин // Итоги орнитологических исследований в Прибалтике. Таллин: 203—209.
57. Белопольский Л. О. 1967. Характер осеннего пролёта воробьиных птиц на Куршской косе по данным их отлова в 1957—1964 гг. //Тр. Зоол. ин-та АН СССР 40:56-86.
58. Belopolskij L.O. 1967. Die Biologische Station Rybatschij //Falke 14, 11: 383—385.
59. Белопольский Л. О. 1968. Биологической станции Зоологического института Академии Наук СССР — десять лет // Сообщ. Прибалт. комиссии по изучению миграций птиц 5: 16-25.
60. Белопольский Л. О. 1968. Опыт работы заповедника «Семь островов» по изучению обыкновенной гаги и некоторые соображения по восстановлению её численности на Баренцевом море // Обыкновенная гага (Somateria mollissima L.) в СССР. Таллин: 43-49.
61. Белопольский Л. О., Одинцова Н. П. 1969. Характер миграции славок рода Sylvia на Куршской косе по данным отлова 1957—1966 гг. // Сообщ. Прибалт. комиссии по изучению миграций птиц 6: 68-78.
62. Belopolskij L.O. 1969. The tenth anniversary of the Biological station of the Zoological Institute of the Academy of Sciences of the USSR //Ring. Ser. A. 5, 59: 218.
63. Белопольский Л. О., Теплякова А. Г. 1970. Динамика миграций обыкновенной вертишейки (Jynx torquilla torquilla L.) на Куршской косе (по данным отлова 1959—1968 гг.) // Материалы 7-й Прибалт. орнитол. конф. Рига, 2: 36-39 [2-е изд.:
64. Белопольский Л. О., Теплякова А. Г. 2003. Динамика миграций вертишейки Jynx torquilla на Куршской косе по данным отлова 1959—1968 годов // Рус. орнитол. журн. 12 (213): 206—207].
65. Белопольский Л. О., Теплякова А. Г. 1970. Изучение миграций обыкновенной кукушки (Cuculus canorus canorus L.) на Куршской косе // Материалы 7-й Прибалт. орнитол. конф. Рига, 2: 40-43.
66. Белопольский Л. О., Одинцова Н. П. 1970. Некоторые данные по динамике миграций и кочёвок воробьиных (Passeriformes) на Куршской косе // Материалы 7-й Прибалт. орнитол. конф. Рига, 2: 32-35.
67. Белопольский Л. О. 1970. Характеристика миграций славок рода Sylvia на Куршской косе по данным отлова 1957—1966 гг. // Сообщ. Прибалт. комиссии по изучению миграций птиц 6: 68-78.
68. Белопольский Л. О., Одинцова В. П. 1971. Миграции скворца (Sturnus vulgaris L.) на Куршской косе (1957—1966) //Учён. зап. Калинингр. ун-та 6: 108—117.
69. Белопольский Л. О. 1971. О размножении и миграции куликов Charadriiformes Белого моря // Учён. зап. Калинингр. ун-та 6: 68-107.
70. Белопольский Л. О. 1971. Состав кормов морских птиц Баренцева моря // Учён. зап. Калинингр. ун-та 6: 41-67.
71. Belopolskij L.O. 1971. Wędrówka krogulca (Accipiter nissus) na Mierzei Кurońskiej // Notatki ornitol. 12, 1/2: 1-12.
72. Белопольский Л. О., Горяйнова Г. П., Приц А. К. 1972. Возрастной эмбриологический анализ и его использование при определении сроков размножения в популяциях обыкновенной гаги // Материалы 2-го Межведомственного совещания по изучению, охране и воспроизводству обыкновенной гаги. Кандалакша: 57-60.
73. Белопольский Л. О., Одинцова Н. П. 1972. Инвазии свиристеля (Bombycilla garrulus garrulus L.) на Куршской косе. (По данным отлова и кольцевания в период с 1957 по 1966 г.) // Сообщ. Прибалт. комиссии по изучению миграций птиц 7: 93-100.
74. Белопольский Л. О., Аумеес Л. Э., Горяйнова Г. П., Милованова Н. И., Петрова И. А., Полоник Н. И. 1972. Некоторые особенности размножения сизой чайки на Баренцевом, Белом и Балтийском морях // Экология 3: 67-71.
75. Белопольский Л. О., Горяйнова Г. П. 1972. Особенности размножения обыкновенной гаги на Баренцевом, Белом, и Балтийском морях в 1970 г. // Материалы 2-го Межведомственного совещания по изучению, охране и воспроизводству обыкновенной гаги. Кандалакша: 33-35.
76. Белопольский Л. О., Горяйнова Г. П. 1972. Современное состояние обыкновенной гаги в отделе «Семь островов» Кандалакшского заповедника и дальнейшие перспективы роста её численности // Материалы 2-го Межведомственного совещания по изучению, охране и воспроизводству обыкновенной гаги. Кандалакша: 10-12.
77. Карпович В. Н., Кестер Б. В., Белопольский Л. О. 1972. Фактическое положение обыкновенной гаги в Кандалакшском государственном заповеднике // Сообщ. Прибалт. комиссии по изучению миграций птиц 7: 140—153.
78. Белопольский Л. О. 1972. Экологические особенности миграций ястреба-перепелятника // Экология 2: 58-63.
79. Белопольский Л. О., Горяйнова Г. П. 1973. Данные по экологии размножения кулика-сороки на Балтийском и Белом морях в 1970 году // Фауна и экология куликов. М, 1: 27-28.
80. Белопольский Л. О. 1973. Орнитологические исследования в Калининградской области за период 1966—1970 гг. // Ориентация и территориальные связи популяций птиц. Рига: 96-98.
81. Белопольский Л. О., Горяйнова Г. П., Тарновская Т. В., Горобец Л. Н. 1974. Изменение соотношения полов у обыкновенной гаги с возрастом // Учён. зап. Перм. пед. ин-та 122: 78-81.
82. Белопольский Л. О., Горяйнова Н. П., Тарновская Т. В. 1974. О соотношении полов у гаги обыкновенной // Экология 2: 110—111.
83. Белопольский Л. О. 1975. Характеристика миграций некоторых сов (Strigiformes) по данным их отлова и кольцевания на Куршской косе в 1957—1968 гг. // Сообщ. Прибалт. комиссии по изучению миграций птиц 8: 51-71.
84. Белопольский Л. О., Горяйнова Г. П. 1975. Некоторые особенности экологии размножения камнешарки — Arenaria interpres L. — на Баренцевом, Белом иБалтийском морях в 1970 г. // Сообщ. Прибалт. комиссии по изучению миграций птиц 8: 196—205.
85. Белопольский Л. О., Горобец Л. Н. 1976. Динамика температуры естественной инкубации у гаги, гнездящейся в Семиостровье (Баренцево море) // Материалы 9-й Прибалт. орнитол. конф. Вильнюс: 22-23.
86. Белопольский Л. О., Егоркина Н. Г. 1976. Некоторые данные о характере пребывания и миграциях куликов на Куршской косе // Материалы 9-й Прибалт. орнитол. конф. Вильнюс: 24-25.
87. Белопольский Л. О., Бабарыка В. Н., Егоркина Н. Г., Солдат В. Г. 1976. Некоторые особенности количественного распределения большого пестрогрудого буревестника в северо-западной Атлантике // Материалы 9-й Прибалт. орнитол. конф. Вильнюс: 21-22. Бабарыка В. Н.,
88. Белопольский Л. О., Бугаев Л. А. 1977. Новые данные о характере пребывания и распределения чайковых птиц на банке Джорджес в 1976 г. // 7-я Всесоюз. орнитол. конф.: Тез. докл. Киев, 1: С. 35-37.
89. Белопольский Л. О., Горяйнова Г. П., Милованова Н. И., Петрова И. А., Полоник Н. И. 1977. Особенности размножения полярной крачки на Баренцевом, Белом и Балтийском морях // Орнитология 13: 95-99.
90. Белопольский Л. О., Бабарыка В. Н., Бугаев Л. А., Смирнова Л. В., Цыганкова З. К. 1978. Смена аспектов морской авифауны на банке Джорджес в 1976 г. // 2-я Всесоюз. конф. по миграциям птиц: Тез. докл. Алма-Ата, 1: 83-85.
91. Белопольский Л. О. 1979. Анализ факторов, определяющих массовые концентрации морских птиц в открытом море, на побережьях и островах океана // Докл. АН СССР 249, 5: 1266—1269.
92. Белопольский Л. О., Бабарыка В. Н., Бугаев Л. А., Смирнова Л. В. 1980. Динамика численности морских птиц на банке Джорджес // Экология 2: 61-66.
93. Белопольский Л. О., Бабарыка В. Н., Смирнова Л. В. 1980. Проявление дневной активности у некоторых морских птиц в период их кочёвок на банке Джорджес // Вест. зоол. 6: 68-71.
94. Белопольский Л. О., Шунтов В. П. 1980. Птицы морей и океанов. М.: 1-185.
95. Белопольский Л. О., Бабарыка В. Н., Смирнова Л. В. 1981. Смена кочующих авифаун на банке Джорджес в течение года // Экология и охрана птиц: Тез. докл. 8-й Всесоюз. орнитол. конф. Кишинёв: 21.
96. Белопольский Л. О., Бабарыка В. Н., Смирнова Л. В., Бугаев Л А. 1981. Смена морской авифауны в течение года на банке Джорджес // Тез. докл. 10-й Прибалт. орнитол. конф. Рига, 1: 84-86.
97. Белопольский Л. О., Одинцова Н. П. 1981. «Транзитные» мигранты Куршской косы из отряда Воробьиных // Тез. докл. 10-й Прибалт. орнитол. конф. Рига, 1: 86-89.
98. Белопольский Л. О., Бабарыка В. Н. 1982. Распределение морских птиц в течение года и причины их концентраций на банке Джорджес // 18-й Междунар. орнитол. конгр.: Тез. докл. М.: 66-67.
99. Белопольский Л. О., Бабарыка В. Н., Бугаев Л. А., Смирнова Л. В. 1982. Экологические особенности распределения морских птиц в открытом море на протяжении года // Докл. АН СССР 262, 2: 508—512.
100. Belopoľskii L., Babaryka V. 1982. The distribution of sea-birds during an year and the causes of its concentration of the Georgés Bank // 18th Congressus Internat. Ornithol. Abstracts of symposia and poster presentаtions. Moscow: 86-87.
101. Белопольский Л. О., Ласкова С. В. 1984. Новые данные по пищевой специализации фаэтонов (Phaethoniidae) тропической восточной части Тихого океана // Экология 3: 76-79.
102. Белопольский Л. О., Бабарыка В. Н., Бугаев Л. А., Смирнова Л. В. 1984. Характер пребывания морских птиц на банке Джорджес // Орнитология 19: 50-57.
103. Белопольский Л. О., Цыганкова З. К. 1985. Новые данные по экологии галапагосской вилохвостой чайки // Вестн. зоол. 6: 76-77.
104. Belopoľskii L., Babaryka V. 1985. The distribution of sea-birds during an year and the causes of its concentration of the Georgés Bank // Acta 18th Congressus Internationalis Ornithologici. Moscow, 2: 1024.
105. Белопольский Л. О., Ласкова С. В. 1986. Новые данные по экологии фрегатов восточной тропической части Тихого океана // Вестн. зоол. 2: 76-77.
106. Белопольский Л. О. 1989. Новые данные о распределении и питании олуш на кочёвках в тропиках восточной части Тихого океана // Вестн. зоол. 3: 59-61.
107. Белопольский Л. О. 1989. Обзор качурок (Hydrobatidae) Мирового океана // Тр. Зоол. ин-та АН СССР 197: 12-48.
108. Белопольский Л. О. 1992. Обзор некоторых морфоэкологических особенностей олуш (Sulidae) Мирового океана // Современная орнитология. М.: 75-85.